# Santuario di Montebruno
Il santuario di Montebruno si trova nel comune di Garzigliana, provincia di Torino, lungo le rive del fiume Pellice. Accanto al santuario si trovano i resti di quello che fu il castello di Montebruno (o di Mombrone).

## Geologia
Analogamente alla vicina - e molto più imponente - Rocca di Cavour, a livello geologico la zona dove sorgono il santuario e il castello è caratterizzata dalla presenza di un inselberg, e cioè un rilievo roccioso isolato circondato da depositi sedimentari più recenti. Il rilievo si eleva di una decina di metri rispetto alla pianura circostante.

## Storia
Il primo edificio risale al X secolo e costituiva il luogo di culto del paese di Garzigliana. Nel 1591 l'edificio fu abbandonato a causa di eventi bellici e ad una piena del vicino Pellice. Anche un borgo situato poco lontano dalla chiesa venne distrutto dalle piene del Pellice e i suoi abitanti furono costretti a trasferirsi a Garzigliana.
Ai primi del '900 il santuario fu ricostruito seguendo le linee architettoniche precedenti.